# Tomaszów Mazowiecki
Tomaszów Mazowiecki (1926-ig Tomaszów) város Lengyelországban a Łódźi vajdaságban, a Tomaszówi járásban. A łódzi vajdaságban területre a hatodik, népességre a negyedik legnagyobb település. Tomaszów Mazowiecki a Białobrzegi völgyben fekszik a Pilica, Wolbórka, Czarna és Piasecznica folyók mentén, a Sulejówi víztározó mellett.
A város két történelmi régióba is tartozik: a Pilica bal oldalén fekvő városrészek Mazóviához, a jobb oldaliak Kis-Lengyelországhoz tartoztak.
A város a textilipar, kerámiaipar, gépipar, ruhaipar, fémipar és bőripar központja, valamint szolgáltatóközpont.

## Kerületei
- 1000-lecia (Millenniumi) lakótelep
- Białobrzegi Opoczyńskie lakótelep
- Gustek
- Karpaty
- Starzyce
- Budrysa lakótelep
- Górna (Felső) lakótelep
- Hubala lakótelep
- Kanonierów lakótelep
- Kępa lakótelep
- Ludwików lakótelep
- Niebrów lakótelep
- Obrońców Tomaszowa z 1939 r. (Tomaszów védői 1939-ben) lakótelep
- Strzelecka lakótelep
- Śródmieście (Belváros) lakótelep
- Wyzwolenia (Felszabadulás) lakótelep
- Zapiecek lakótelep
- Zielona (Zöld) lakótelep
- Michałówek lakótelep
- Rolandówka

## Története
Tomaszów Mazowiecki fejlődése a19. század ipari forradalmával kapcsolatos. A várost Antoni Jan Ostrowski gróf alapította, aki a települést édesapjáról, Tomaszról (Tamás) nevezte el. A későbbi város csírája az 1788-ban létesített huták voltak a Pilica körüli erdőkben. A város intenzív fejlődése az 1822-1823-as években kezdődött, amikor Ostrowski gróf a textilgyártással kezdett foglalkozni. 1824-ben Tomaszów ipari kereskedelmi település jogokat kapott, és 1830-ban városjogokat.
Tomaszów nemsokára a Łódzi ipari körzet egyik legfontosabb textilipari központja lett. Az 1918. év, amikor Lengyelország visszanyerte függetlenségét, az ipar modernizációjának kezdetét jelentette. Tizenkétezer munkás, 126 kisebb-nagyobb üzem, három szőnyeggyár, mely az ország termelésének 70%-át adta, fejlett textilipar, vegyipar, faipar és fémipar, 45 ezer lakos - ezekkel az adatokkal dicsekedett Tomaszów a II. világháború kitörése előtt.
A német támadás után 1939. szeptember 6-án a lengyel hadsereg vereséget szenvedett a tomaszów mazowiecki csatában. 1940 közepén a város környékére telepítettek a Reichsgau Wartheland-ról kitelepített lengyeleket a radogoszczi áttelepítőtábor érintésével. Ebben az időben a Todt-szervezet egységei már a városban állomásoztak és Konewka és Jeleń falu mellett nagy bunkereket építettek. A háború alatt a városban magyar hadikórház működött. 1945. január 18-án szabadította fel a várost a szovjet hadsereg.
A háború után nagy fejlődés kezdődött, korszerűsítették a meglévő ipart és új gyárak, lakótelepek épültek.

## Fordítás
- Ez a szócikk részben vagy egészben a Tomaszów Mazowiecki című lengyel Wikipédia-szócikk ezen változatának fordításán alapul.  Az eredeti cikk szerkesztőit annak laptörténete sorolja fel. Ez a jelzés csupán a megfogalmazás eredetét és a szerzői jogokat jelzi, nem szolgál a cikkben szereplő információk forrásmegjelöléseként.